# J. B. S. Haldane

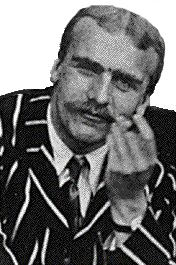
J. B. S. Haldane

John Burdon Sanderson Haldane (* 5. November 1892 in Oxford; † 1. Dezember 1964 in Bhubaneswar im Bundesstaat Orissa, Indien) war ein theoretischer Biologe und Genetiker. Neben Ronald Fisher und Sewall Wright war er in den 1920er Jahren einer der Begründer der Populationsgenetik.

## Leben

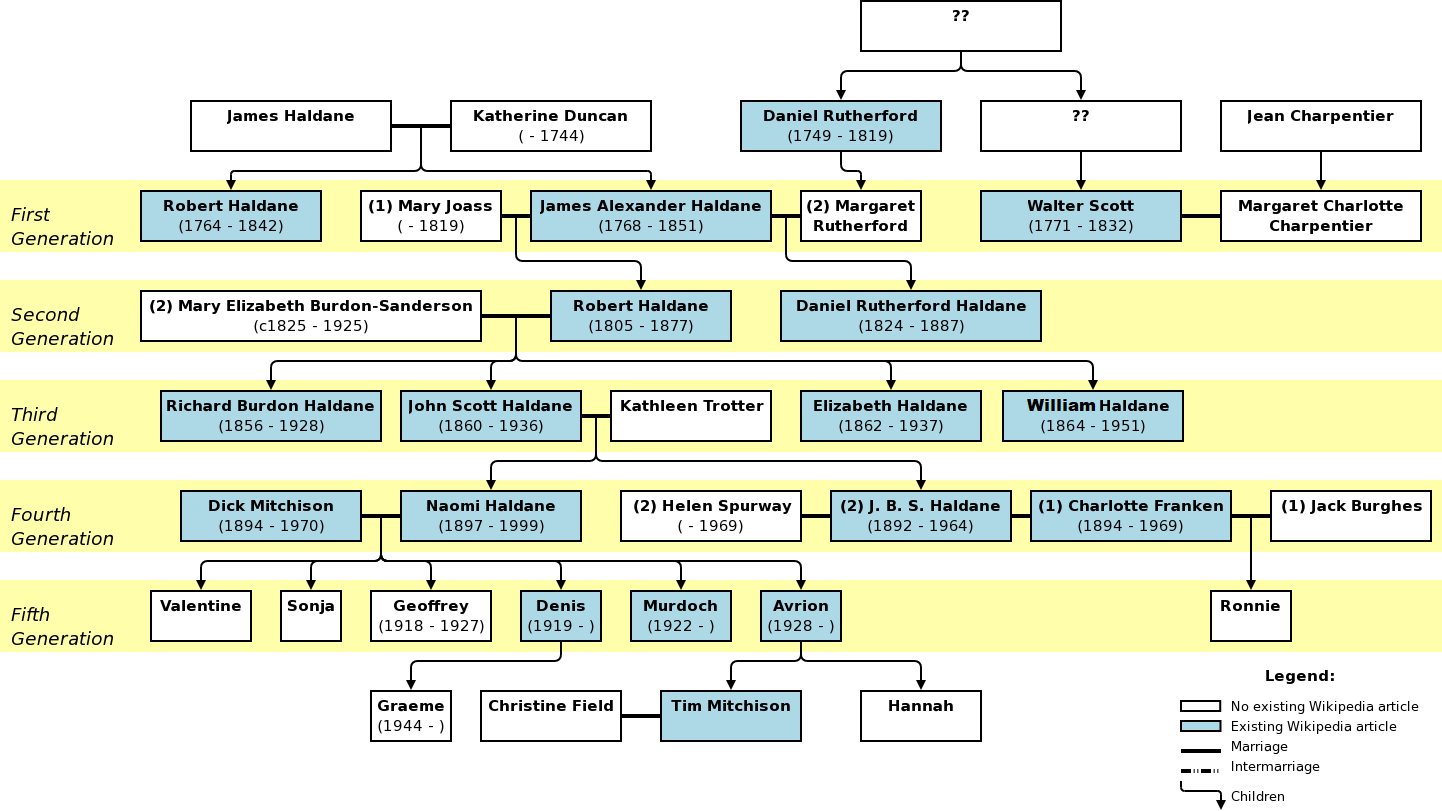
Familienstammbaum

John Burdon Sanderson Haldane war der Sohn von John Scott Haldane, Professor für Physiologie in Oxford, und Louisa Kathleen Trotter. Seine Schwester war Naomi Mitchison. Bereits als Junge assistierte er bei den Arbeiten seines Vaters. Er studierte Geisteswissenschaften in Oxford, wechselte aber danach zur Naturwissenschaft. Beim Ausbruch des Ersten Weltkrieges ging er zur britischen Armee, wo er sich vorrangig mit Sprengstoffen beschäftigte. Er war begeisterter Soldat und wurde mehrmals verwundet. Nach dem Krieg kehrte er zu seinen Forschungen an der Universität Oxford zurück (1919–1922). Von 1922 bis 1930 war er Lektor für Biochemie an der Universität Cambridge. Er verstand es ausgezeichnet, Ergebnisse der Naturwissenschaften populär darzustellen. Sein bemerkenswerter Aufsatz Daedalus or Science and the Future (1923) sagte viele wissenschaftliche Fortschritte voraus, wurde aber als zu idealistisch kritisiert.
Er forschte über Enzyme und über mathematische Methoden zur natürlichen Selektion. Nach einem Skandal wegen Ehebruchs wurde er wegen ‚Unsittlichkeit‘ seiner Stelle in Cambridge enthoben. Er heiratete seine Geliebte (Charlotte Burghes) 1926, von der er sich 1945 scheiden ließ.
Haldane ist ebenfalls bekannt für eine Beobachtung aus seinem Aufsatz On Being the Right Size, welche Jane Jacobs und andere als das Haldane-Prinzip bezeichneten. Es besagt:

„Die bloße Größe bestimmt, wie die körperliche Ausstattung eines Tieres sein muss: Insekten haben keinen Blutkreislauf, um den Sauerstoff zu verteilen, weil sie so klein sind. Der wenige Sauerstoff, den ihre Zellen benötigen, kann durch einfache Diffusion in ihren Körper aufgenommen werden. Wenn ein Tier aber größer ist, braucht es ein kompliziertes Sauerstoffverteilungssystem, um alle Zellen zu erreichen.“

Von 1930 bis 1933 war er Professor für Physiologie an der Royal Institution in London. 1932 wurde er zum Mitglied der Royal Society gewählt.
Sein berühmtes Buch, The Causes of Evolution (1932), war das erste Hauptwerk, das als die Synthetische Evolutionstheorie bekannt wurde. In dem Buch wurde die natürliche Selektion wieder als der Hauptmechanismus der Evolution eingeführt und mathematisch mit den Mendelschen Regeln begründet. Haldane unterstützte die Idee von der natürlichen Entstehung des Lebens auf der Erde (Abiogenese), wie sie bereits von Alexander Oparin vertreten wurde.
Haldane schrieb in den 1930er Jahren zahlreiche Artikel in der kommunistischen Zeitung The Daily Worker und trat 1938 der Communist Party of Great Britain (CPGB) bei, er sah die Partei als ein Bollwerk gegen den Faschismus an. Trotz der Moskauer Prozesse und anderer Exzesse stalinistischen Terrors blieb er zunächst ein fellow traveller und verteidigte in öffentlichen Äußerungen die Sowjetunion. Innerparteilich zerstritt sich Haldane jedoch zunehmend, mangelnde kritische Distanz der Partei zu negativen Entwicklungen unter Stalin (speziell unter Trofim Denissowitsch Lyssenko) betrachte er als unwissenschaftlich. 1950 brach er mit der CPGB.
Von 1933 bis 1937 arbeitete er als Professor für Genetik am University College in London (UCL). 1937 zeigte er zusammen mit Julia Bell die genetische Verbindung zwischen der Bluterkrankheit und der Farbenblindheit auf.
Haldane untersuchte auch den Einfluss von Kohlendioxid im Blut auf das Atmungsverhalten, insbesondere auch unter hohen Drücken. Dabei führte er mit seinen Mitarbeitern auch Selbstversuche in einer Druckkammer durch, welche die Beteiligten nicht selten bis zur Besinnungslosigkeit brachten. Er verwendete früh Helium als Atemgas, um die negativen Folgen des Stickstoffs unter hohem Druck zu vermindern. 1937 erhielt er einen Lehrstuhl für Biometrie am University College in London, den er bis 1957 innehatte. 1952 wurde ihm die Darwin-Medaille der Royal Society verliehen.
Aus Protest gegen das Verhalten der britischen Regierung während der Sueskrise wanderten Haldane und seine zweite Frau Helen Spurway 1957 nach Indien aus. Er nahm 1961 die indische Staatsangehörigkeit an. 1957 bis 1961 war er Professor am Indian Statistical Institute und leitete das Orissa State Government Genetics and Biometry Laboratory.
Haldane war befreundet mit dem Autor Aldous Huxley und diente als Vorlage für den Biologen Shearwater in Huxleys Novelle Antic Hay (Narrenreigen). Ideen aus Haldanes Daedalus, wie die Entwicklung von Föten in künstlichen Gebärmüttern, beeinflussten Huxleys Schöne neue Welt.
Er hatte viele Studenten; der berühmteste war John Maynard Smith, mit dem er wohl am meisten gemein hatte.
In einer seiner letzten Reden, Biological Possibilities for the Human Species of the Next Ten Thousand Years (1963), führte Haldane den Begriff Klon ein, ein Wort aus dem Griechischen für Zweig.

## Mitgliedschaften und Ehrungen
1932 wurde er als Mitglied („Fellow“) in die Royal Society gewählt, die ihm 1952 die Darwin-Medaille verlieh. Ebenfalls im Jahr 1932 wurde er auch Mitglied der Leopoldina. 1938 erhielt er den Weldon Memorial Prize. 1942 wurde er zum Ehrenmitglied der Akademie der Wissenschaften der UdSSR gewählt. 1961 wurde er mit dem internationalen Antonio-Feltrinelli-Preis und dem Kimber Genetics Award ausgezeichnet. 1964 wurde Haldane in die National Academy of Sciences gewählt.
Der Mondkrater Haldane und der Marskrater Haldane sowie der Asteroid (36061) Haldane sind nach ihm benannt.

## Bibliographie
- Organism and Environment as illustrated by the Physiology of Breathing. New Haven: Yale University Press; London: Oxford University Press, 1917. (Silliman Lectures an der Yale University 1916)
- Sex ratio and unisexual sterility in hybrid animals. In: J. Genet. 12, 1922, S. 101–109. (Haldane-Regel)
- Daedalus or, Science and the Future. 1923
  - Daedalus oder Wissenschaft und Zukunft. Drei Masken Verlag, München 1925
- A mathematical theory of natural and artificial selection. 1924–1932
- Animal Biology. 1927
- Possible Worlds and Other Essays. 1928
- On Being the Right Size. 1928
- Enzymes. 1930
- mit Kurt G. Stern: Allgemeine Chemie der Enzyme. Mit einem Geleitwort von L. Michaelis. Verlag Theodor Steinkopff, Dresden/Leipzig 1932
- The Inequality of Man. 1932
- Science and the Supernatural. A correspondence between Arnold Lunn and J. B. S. Haldane. 1933
- If… 1934
- Human Biology and Politics. 1934
- My Friend Mr. Leakey. 1937 (Kindergeschichten)
  - Mein Freund der Zauberer. Otto Maier, Ravensburg 1974, ISBN 3-473-39290-1
- A Dialectical Account of Evolution. 1937
- mit Julia Bell: The linkage between the genes for colour-blindness and haemophilia in man. 1937
- The Causes of Evolution. 1937, ISBN 0-691-02442-1
- The Marxist Philosophy and the Sciences. 1938
- Heredity and Politics. 1938
- Reply to A. P. Lerner’s Is Professor Haldane’s Account of Evolution Dialectical? 1938
- Preface to Engels’ Dialectics of Nature. 1939
- From The Marxist Philosophy and the Sciences. 1939
- Lysenko and Genetics. 1940
- Why I am a Materialist. 1940
- The Laws of Nature. 1941
- New Paths in Genetics. 1941
- Dialectical materialism and modern science. Labour Monthly, 1942
  - Der dialektische Materialismus und die moderne Wissenschaft. Dietz, Berlin 1948
- What is Life? 1949
- The Origin of Life. 1954
- Biochemistry of Genetics. 1954
- The cost of natural selection. 1957
- The Man with Two Memories. 1976 (Science-Fiction-Roman)

Sammlung
- Krishna R. Dronamraju: Selected Genetic Papers of J.B.S. Haldane. Routledge, 2015, ISBN 978-1-138-78343-0.